# Élections cantonales de 2004 dans la Haute-Saône
Les élections cantonales ont eu lieu les 21 et 28 mars 2004.
À l'issue de ces élections, le socialiste Yves Krattinger est réélu pour un deuxième mandat à la tête du conseil général.

## Contexte départemental

### Assemblée départementale sortante
Avant les élections, le conseil général de la Haute-Saône est présidé par Yves Krattinger (PS). Il comprend 32 conseillers généraux issus des 32 cantons de la Haute-Saône. 16 d'entre eux sont renouvelables lors de ces élections.
| Parti                              | Sigle | Élus |
| ---------------------------------- | ----- | ---- |
| Majorité (18 sièges)               |       |      |
| Parti socialiste                   | PS    | 10   |
| Divers gauche                      | DVG   | 6    |
| Parti radical de gauche            | PRG   | 1    |
| Parti communiste français          | PCF   | 1    |
| Opposition (14 élus)               |       |      |
| Union pour un mouvement populaire  | UMP   | 13   |
| Union pour la démocratie française | UFG   | 1    |
| Président du conseil général       |       |      |
| Yves Krattinger (PS)               |       |      |

## Résultats à l'échelle du département
Répartition départementale des résultats (2e tour).
- PCF (5,03 %)
- PS (22,18 %)
- PRG (5,21 %)
- DVG (25,94 %)
- UMP (29,78 %)
- FN (11,86 %)

| Étiquette      | Étiquette                          | Premier tour | Premier tour | Second tour | Second tour | Sièges |
| Étiquette      | Étiquette                          | Voix         | %            | Voix        | %           | Sièges |
| -------------- | ---------------------------------- | ------------ | ------------ | ----------- | ----------- | ------ |
|                | Parti socialiste                   | 10 211       | 18,57        | 9 790       | 22,18       | 6      |
|                | Divers gauche                      | 9 891        | 17,99        | 11 451      | 25,94       | 7      |
|                | Parti communiste français          | 4 131        | 7,51         | 2 218       | 5,03        | 0      |
|                | Parti radical de gauche            | 1 505        | 2,74         | 2 298       | 5,21        | 1      |
|                | Extrême gauche                     | 1 235        | 2,25         |             |             |        |
|                | Les Verts                          | 887          | 1,61         |             |             |        |
| Gauche         | Gauche                             | 27 860       | 50,67        | 25 757      | 58,36       | 14     |
|                |                                    |              |              |             |             |        |
|                | Union pour un mouvement populaire  | 13 878       | 25,24        | 13 144      | 29,78       | 2      |
|                | Front national                     | 8 540        | 15,53        | 5 236       | 11,86       | 0      |
|                | Union pour la démocratie française | 2 021        | 3,68         |             |             |        |
|                | Divers droite                      | 1 105        | 2,01         |             |             |        |
| Droite         | Droite                             | 25 544       | 46,46        | 18 380      | 41,64       | 2      |
|                |                                    |              |              |             |             |        |
|                | Divers                             | 1 498        | 2,72         |             |             |        |
|                | Régionalistes                      | 90           | 0,16         |             |             |        |
|                |                                    |              |              |             |             |        |
| Inscrits       | Inscrits                           | 83 724       | 100,00       | 65 463      | 100,00      |        |
| Abstention     | Abstention                         | 25 797       | 30,81        | 17 781      | 27,16       |        |
| Votants        | Votants                            | 57 927       | 69,19        | 47 682      | 72,84       |        |
| Blancs et nuls | Blancs et nuls                     | 2 935        | 5,07         | 3 545       | 7,43        |        |
| Exprimés       | Exprimés                           | 54 992       | 94,93        | 44 137      | 92,57       |        |

### Résultats en nombre de sièges
| Parti | Sièges mis en jeu | Élus | Évolution |
| ----- | ----------------- | ---- | --------- |
| PS    | 4                 | 6    | +2        |
| PRG   | 0                 | 1    | +1        |
| PCF   | 1                 | 0    | -1        |
| DVG   | 4                 | 7    | +3        |
| UDF   | 1                 | 0    | 0         |
| UMP   | 6                 | 2    | -4        |

### Assemblée départementale à l'issue des élections
| Parti                             | Sigle | Élus |
| --------------------------------- | ----- | ---- |
| Majorité (21 sièges)              |       |      |
| Parti socialiste                  | PS    | 12   |
| Divers gauche                     | DVG   | 9    |
| Parti radical de gauche           | PRG   | 2    |
| Opposition (9 élus)               |       |      |
| Union pour un mouvement populaire | UMP   | 9    |
| Président du conseil général      |       |      |
| Yves Krattinger (PS)              |       |      |

## Résultats par canton

### Canton d'Amance
| Candidats      | Candidats        | Étiquette      | Premier tour | Premier tour |
| Candidats      | Candidats        | Étiquette      | Voix         | %            |
| -------------- | ---------------- | -------------- | ------------ | ------------ |
|                | Jean-Paul Pugin* | DVG            | 1 338        | 56,98        |
|                | Lucette Rambaux  | UMP            | 634          | 27,00        |
|                | Roland Pagani    | FN             | 241          | 10,26        |
|                | Fabienne Lievin  | PCF            | 135          | 5,75         |
|                |                  |                |              |              |
| Inscrits       | Inscrits         | Inscrits       | 3 348        | 100,00       |
| Abstention     | Abstention       | Abstention     | 880          | 26,28        |
| Votants        | Votants          | Votants        | 2 468        | 73,72        |
| Blancs et nuls | Blancs et nuls   | Blancs et nuls | 120          | 4,86         |
| Exprimés       | Exprimés         | Exprimés       | 2 348        | 95,14        |

*sortant

### Canton d'Autrey-lès-Gray
| Candidats      | Candidats       | Étiquette      | Premier tour | Premier tour | Second tour | Second tour |
| Candidats      | Candidats       | Étiquette      | Voix         | %            | Voix        | %           |
| -------------- | --------------- | -------------- | ------------ | ------------ | ----------- | ----------- |
|                | Henri Blanchot* | PS             | 1 248        | 45,30        | 1 599       | 52,95       |
|                | Alain Blinette  | UMP            | 1 103        | 40,04        | 1 421       | 47,05       |
|                | Fabien Senger   | FN             | 294          | 10,67        |             |             |
|                | Joëlle Bugnet   | EXG            | 110          | 3,99         |             |             |
|                |                 |                |              |              |             |             |
| Inscrits       | Inscrits        | Inscrits       | 4 040        | 100,00       | 4 040       | 100,00      |
| Abstention     | Abstention      | Abstention     | 1 188        | 29,41        | 898         | 22,23       |
| Votants        | Votants         | Votants        | 2 852        | 70,59        | 3 142       | 77,77       |
| Blancs et nuls | Blancs et nuls  | Blancs et nuls | 97           | 3,40         | 122         | 3,88        |
| Exprimés       | Exprimés        | Exprimés       | 2 755        | 96,60        | 3 020       | 96,12       |

*sortant

### Canton de Champagney
| Candidats      | Candidats             | Étiquette      | Premier tour | Premier tour | Second tour | Second tour |
| Candidats      | Candidats             | Étiquette      | Voix         | %            | Voix        | %           |
| -------------- | --------------------- | -------------- | ------------ | ------------ | ----------- | ----------- |
|                | Gérard Poivey         | PRG            | 1 505        | 26,70        | 2 298       | 38,54       |
|                | Roland Germain        | PCF            | 1 492        | 26,47        | 2 218       | 37,20       |
|                | Anne-Marie Jeanmougin | FN             | 1 289        | 22,87        | 1 446       | 24,25       |
|                | Renée Portolleau      | UMP            | 775          | 13,75        |             |             |
|                | Dominique Egloff      | UDF            | 295          | 5,23         |             |             |
|                | Michel Cairoli        | EXG            | 280          | 4,97         |             |             |
|                |                       |                |              |              |             |             |
| Inscrits       | Inscrits              | Inscrits       | 9 006        | 100,00       | 9 006       | 100,00      |
| Abstention     | Abstention            | Abstention     | 3 078        | 34,18        | 2 687       | 29,84       |
| Votants        | Votants               | Votants        | 5 928        | 65,82        | 6 319       | 70,16       |
| Blancs et nuls | Blancs et nuls        | Blancs et nuls | 292          | 4,93         | 357         | 5,65        |
| Exprimés       | Exprimés              | Exprimés       | 5 636        | 95,07        | 5 962       | 94,35       |

### Canton de Champlitte
| Candidats      | Candidats           | Étiquette      | Premier tour | Premier tour | Second tour | Second tour |
| Candidats      | Candidats           | Étiquette      | Voix         | %            | Voix        | %           |
| -------------- | ------------------- | -------------- | ------------ | ------------ | ----------- | ----------- |
|                | Yvonne Gousserey    | DVG            | 578          | 33,03        | 849         | 46,70       |
|                | Marcel Riff*        | UMP            | 542          | 30,97        | 725         | 39,88       |
|                | Bernard Thierry     | DVD            | 310          | 17,71        | Retrait     | Retrait     |
|                | Marcel Grognu       | FN             | 290          | 16,57        | 244         | 13,42       |
|                | Jean-Pierre Poinsot | PCF            | 30           | 1,71         |             |             |
|                |                     |                |              |              |             |             |
| Inscrits       | Inscrits            | Inscrits       | 2 319        | 100,00       | 2 319       | 100,00      |
| Abstention     | Abstention          | Abstention     | 507          | 21,86        | 427         | 18,41       |
| Votants        | Votants             | Votants        | 1 812        | 78,14        | 1 892       | 81,59       |
| Blancs et nuls | Blancs et nuls      | Blancs et nuls | 62           | 3,42         | 74          | 3,91        |
| Exprimés       | Exprimés            | Exprimés       | 1 750        | 96,58        | 1 818       | 96,09       |

*sortant

### Canton de Combeaufontaine
| Candidats      | Candidats             | Étiquette      | Premier tour | Premier tour | Second tour | Second tour |
| Candidats      | Candidats             | Étiquette      | Voix         | %            | Voix        | %           |
| -------------- | --------------------- | -------------- | ------------ | ------------ | ----------- | ----------- |
|                | Joëlle Laure Libersa* | DVG            | 961          | 49,13        | 1 245       | 61,33       |
|                | Robert Bourgoin       | UMP            | 662          | 33,84        | 785         | 38,67       |
|                | Geneviève Maret       | FN             | 251          | 12,83        |             |             |
|                | Daniel Grux           | PCF            | 82           | 4,19         |             |             |
|                |                       |                |              |              |             |             |
| Inscrits       | Inscrits              | Inscrits       | 2 672        | 100,00       | 2 669       | 100,00      |
| Abstention     | Abstention            | Abstention     | 637          | 23,84        | 528         | 19,78       |
| Votants        | Votants               | Votants        | 2 035        | 76,16        | 2 141       | 80,22       |
| Blancs et nuls | Blancs et nuls        | Blancs et nuls | 79           | 3,88         | 111         | 5,18        |
| Exprimés       | Exprimés              | Exprimés       | 1 956        | 96,12        | 2 030       | 94,82       |

*sortant

### Canton de Dampierre-sur-Salon
| Candidats      | Candidats             | Étiquette      | Premier tour | Premier tour |
| Candidats      | Candidats             | Étiquette      | Voix         | %            |
| -------------- | --------------------- | -------------- | ------------ | ------------ |
|                | Charles Gauthier*     | UMP            | 1 743        | 58,22        |
|                | Jean-Paul Carteret    | PS             | 835          | 27,89        |
|                | Yves Marchois         | FN             | 257          | 8,58         |
|                | Jean-François Gaffard | Verts          | 106          | 3,54         |
|                | Michel Carry          | PCF            | 53           | 1,77         |
|                |                       |                |              |              |
| Inscrits       | Inscrits              | Inscrits       | 4 110        | 100,00       |
| Abstention     | Abstention            | Abstention     | 1 009        | 24,55        |
| Votants        | Votants               | Votants        | 3 101        | 75,45        |
| Blancs et nuls | Blancs et nuls        | Blancs et nuls | 107          | 3,45         |
| Exprimés       | Exprimés              | Exprimés       | 2 994        | 96,55        |

*sortant

### Canton de Faucogney-et-la-Mer
| Candidats      | Candidats       | Étiquette      | Premier tour | Premier tour | Second tour | Second tour |
| Candidats      | Candidats       | Étiquette      | Voix         | %            | Voix        | %           |
| -------------- | --------------- | -------------- | ------------ | ------------ | ----------- | ----------- |
|                | Laurent Seguin  | DVG            | 1 350        | 49,85        | 1 734       | 61,62       |
|                | Michel Leuvrey  | UMP            | 939          | 34,68        | 1 080       | 38,38       |
|                | Michel Marain   | FN             | 156          | 5,76         |             |             |
|                | Michel Gaillard | Verts          | 153          | 5,65         |             |             |
|                | Rémy Vançon     | REG            | 90           | 3,32         |             |             |
|                | Josette Gruszka | PCF            | 20           | 0,74         |             |             |
|                |                 |                |              |              |             |             |
| Inscrits       | Inscrits        | Inscrits       | 3 597        | 100,00       | 3 598       | 100,00      |
| Abstention     | Abstention      | Abstention     | 745          | 20,71        | 615         | 17,09       |
| Votants        | Votants         | Votants        | 2 852        | 79,29        | 2 983       | 82,91       |
| Blancs et nuls | Blancs et nuls  | Blancs et nuls | 144          | 5,05         | 169         | 5,67        |
| Exprimés       | Exprimés        | Exprimés       | 2 708        | 94,95        | 2 814       | 94,33       |

### Canton de Fresne-Saint-Mamès
| Candidats      | Candidats      | Étiquette      | Premier tour | Premier tour | Second tour | Second tour |
| Candidats      | Candidats      | Étiquette      | Voix         | %            | Voix        | %           |
| -------------- | -------------- | -------------- | ------------ | ------------ | ----------- | ----------- |
|                | André Huguin*  | UMP            | 994          | 43,56        | 1 328       | 53,68       |
|                | Didier Pierre  | DVG            | 753          | 33,00        | 1 146       | 46,32       |
|                | Samuel Fischer | FN             | 314          | 13,76        |             |             |
|                | Manuel Messey  | DVG            | 174          | 7,62         |             |             |
|                | José Pallares  | PCF            | 47           | 2,06         |             |             |
|                |                |                |              |              |             |             |
| Inscrits       | Inscrits       | Inscrits       | 3 416        | 100,00       | 3 414       | 100,00      |
| Abstention     | Abstention     | Abstention     | 965          | 28,25        | 734         | 21,50       |
| Votants        | Votants        | Votants        | 2 451        | 71,75        | 2 680       | 78,50       |
| Blancs et nuls | Blancs et nuls | Blancs et nuls | 169          | 6,90         | 206         | 7,69        |
| Exprimés       | Exprimés       | Exprimés       | 2 282        | 93,10        | 2 474       | 92,31       |

*sortant

### Canton d'Héricourt-Est
| Candidats      | Candidats             | Étiquette      | Premier tour | Premier tour |
| Candidats      | Candidats             | Étiquette      | Voix         | %            |
| -------------- | --------------------- | -------------- | ------------ | ------------ |
|                | Jean-Michel Villaumé* | PS             | 2 278        | 51,69        |
|                | Édith Bredier         | FN             | 944          | 21,42        |
|                | Anne-Marie Bouche     | UMP            | 614          | 13,93        |
|                | Philippe Belmont      | PCF            | 318          | 7,22         |
|                | Noël Hennequin        | EXG            | 253          | 5,74         |
|                |                       |                |              |              |
| Inscrits       | Inscrits              | Inscrits       | 7 260        | 100,00       |
| Abstention     | Abstention            | Abstention     | 2 560        | 35,26        |
| Votants        | Votants               | Votants        | 4 700        | 64,74        |
| Blancs et nuls | Blancs et nuls        | Blancs et nuls | 293          | 6,23         |
| Exprimés       | Exprimés              | Exprimés       | 4 407        | 93,77        |

*sortant

### Canton de Héricourt-Ouest
| Candidats      | Candidats            | Étiquette      | Premier tour | Premier tour | Second tour | Second tour |
| Candidats      | Candidats            | Étiquette      | Voix         | %            | Voix        | %           |
| -------------- | -------------------- | -------------- | ------------ | ------------ | ----------- | ----------- |
|                | Jean-Pierre Michel*  | DVG            | 1 699        | 38,33        | 2 919       | 65,35       |
|                | François Pouthier    | FN             | 974          | 21,97        | 1 548       | 34,65       |
|                | Jean-Luc Habermacher | UDF            | 631          | 14,23        |             |             |
|                | Gilles Lazar         | PCF            | 522          | 11,78        |             |             |
|                | Jacques Duchene      | DVD            | 328          | 7,40         |             |             |
|                | Sabine Duc           | EXG            | 279          | 6,29         |             |             |
|                |                      |                |              |              |             |             |
| Inscrits       | Inscrits             | Inscrits       | 6 935        | 100,00       | 6 935       | 100,00      |
| Abstention     | Abstention           | Abstention     | 2 209        | 31,85        | 1 990       | 28,70       |
| Votants        | Votants              | Votants        | 4 726        | 68,15        | 4 945       | 71,30       |
| Blancs et nuls | Blancs et nuls       | Blancs et nuls | 293          | 6,20         | 478         | 9,67        |
| Exprimés       | Exprimés             | Exprimés       | 4 433        | 93,80        | 4 467       | 90,33       |

*sortant

### Canton de Jussey
| Candidats      | Candidats            | Étiquette      | Premier tour | Premier tour | Second tour | Second tour |
| Candidats      | Candidats            | Étiquette      | Voix         | %            | Voix        | %           |
| -------------- | -------------------- | -------------- | ------------ | ------------ | ----------- | ----------- |
|                | Georges Lasne*       | UMP            | 916          | 28,46        | 1 415       | 41,56       |
|                | Michel Desiré        | DVG            | 822          | 25,54        | 1 990       | 58,44       |
|                | Fabienne Oberlaender | PS             | 615          | 19,11        | Retrait     | Retrait     |
|                | Jean Baudoncourt     | FN             | 336          | 10,44        |             |             |
|                | Frédéric Buisson     | UDF            | 327          | 10,16        |             |             |
|                | François Monin       | PCF            | 202          | 6,28         |             |             |
|                |                      |                |              |              |             |             |
| Inscrits       | Inscrits             | Inscrits       | 4 843        | 100,00       | 4 843       | 100,00      |
| Abstention     | Abstention           | Abstention     | 1 482        | 30,60        | 1 236       | 25,52       |
| Votants        | Votants              | Votants        | 3 361        | 69,40        | 3 607       | 74,48       |
| Blancs et nuls | Blancs et nuls       | Blancs et nuls | 143          | 4,25         | 202         | 5,60        |
| Exprimés       | Exprimés             | Exprimés       | 3 218        | 95,75        | 3 405       | 94,40       |

*sortant

### Canton de Lure-Nord
| Candidats      | Candidats          | Étiquette      | Premier tour | Premier tour | Second tour | Second tour |
| Candidats      | Candidats          | Étiquette      | Voix         | %            | Voix        | %           |
| -------------- | ------------------ | -------------- | ------------ | ------------ | ----------- | ----------- |
|                | Michel Federspiel* | PS             | 1 212        | 30,83        | 2 318       | 60,29       |
|                | Claude Thiebault   | FN             | 946          | 24,07        | 1 527       | 39,71       |
|                | Frédéric Marlier   | UMP            | 653          | 16,61        |             |             |
|                | Philippe Lamboley  | DIV            | 436          | 11,09        |             |             |
|                | René Morlot        | PCF            | 287          | 7,30         |             |             |
|                | Alain Genestier    | DVG            | 256          | 6,51         |             |             |
|                | Michel Py          | EXG            | 141          | 3,59         |             |             |
|                |                    |                |              |              |             |             |
| Inscrits       | Inscrits           | Inscrits       | 6 562        | 100,00       | 6 562       | 100,00      |
| Abstention     | Abstention         | Abstention     | 2 351        | 35,83        | 2 072       | 31,58       |
| Votants        | Votants            | Votants        | 4 211        | 64,17        | 4 490       | 68,42       |
| Blancs et nuls | Blancs et nuls     | Blancs et nuls | 280          | 6,65         | 645         | 14,37       |
| Exprimés       | Exprimés           | Exprimés       | 3 931        | 93,35        | 3 845       | 85,63       |

*sortant

### Canton de Luxeuil-les-Bains
| Candidats      | Candidats           | Étiquette      | Premier tour | Premier tour | Second tour | Second tour |
| Candidats      | Candidats           | Étiquette      | Voix         | %            | Voix        | %           |
| -------------- | ------------------- | -------------- | ------------ | ------------ | ----------- | ----------- |
|                | Michel Gabillot*    | DVG            | 1 302        | 44,20        | 1 568       | 49,32       |
|                | Didier Hua          | UMP            | 908          | 30,82        | 1 140       | 35,86       |
|                | Colette Clerc       | FN             | 533          | 18,09        | 471         | 14,82       |
|                | Jean-Marie Pozzebon | PCF            | 203          | 6,89         |             |             |
|                |                     |                |              |              |             |             |
| Inscrits       | Inscrits            | Inscrits       | 5 079        | 100,00       | 5 079       | 100,00      |
| Abstention     | Abstention          | Abstention     | 1 907        | 37,55        | 1 713       | 33,73       |
| Votants        | Votants             | Votants        | 3 172        | 62,45        | 3 366       | 66,27       |
| Blancs et nuls | Blancs et nuls      | Blancs et nuls | 226          | 7,12         | 187         | 5,56        |
| Exprimés       | Exprimés            | Exprimés       | 2 946        | 92,88        | 3 179       | 94,44       |

*sortant

### Canton de Montbozon
| Candidats      | Candidats                       | Étiquette      | Premier tour | Premier tour | Second tour | Second tour |
| Candidats      | Candidats                       | Étiquette      | Voix         | %            | Voix        | %           |
| -------------- | ------------------------------- | -------------- | ------------ | ------------ | ----------- | ----------- |
|                | Edwige Eme                      | PS             | 749          | 24,18        | 1 779       | 60,59       |
|                | Denis Vagnet                    | DVG            | 658          | 21,25        | Retrait     | Retrait     |
|                | Gilbert Grangeot                | UMP            | 564          | 18,21        | 1 157       | 39,41       |
|                | Geneviève Docquin Wolfersperger | DVD            | 467          | 15,08        |             |             |
|                | Patrice Froissard               | FN             | 395          | 12,75        |             |             |
|                | Jérôme Rohart                   | Verts          | 138          | 4,46         |             |             |
|                | Simone Reichenbach              | PCF            | 126          | 4,07         |             |             |
|                |                                 |                |              |              |             |             |
| Inscrits       | Inscrits                        | Inscrits       | 4 353        | 100,00       | 4 353       | 100,00      |
| Abstention     | Abstention                      | Abstention     | 1 114        | 25,59        | 1 000       | 22,97       |
| Votants        | Votants                         | Votants        | 3 239        | 74,41        | 3 353       | 77,03       |
| Blancs et nuls | Blancs et nuls                  | Blancs et nuls | 142          | 4,38         | 417         | 12,44       |
| Exprimés       | Exprimés                        | Exprimés       | 3 097        | 95,62        | 2 936       | 87,56       |

### Canton de Noroy-le-Bourg
| Candidats      | Candidats       | Étiquette      | Premier tour | Premier tour |
| Candidats      | Candidats       | Étiquette      | Voix         | %            |
| -------------- | --------------- | -------------- | ------------ | ------------ |
|                | Gérard Bontour* | PS             | 1 419        | 56,38        |
|                | Michel Dussaucy | UDF            | 768          | 30,51        |
|                | Patrick Valot   | FN             | 270          | 10,73        |
|                | Pierre Moureaux | PCF            | 60           | 2,38         |
|                |                 |                |              |              |
| Inscrits       | Inscrits        | Inscrits       | 3 451        | 100,00       |
| Abstention     | Abstention      | Abstention     | 827          | 23,96        |
| Votants        | Votants         | Votants        | 2 624        | 76,04        |
| Blancs et nuls | Blancs et nuls  | Blancs et nuls | 107          | 4,08         |
| Exprimés       | Exprimés        | Exprimés       | 2 517        | 95,92        |

*sortant

### Canton de Vesoul-Ouest
| Candidats      | Candidats        | Étiquette      | Premier tour | Premier tour | Second tour | Second tour |
| Candidats      | Candidats        | Étiquette      | Voix         | %            | Voix        | %           |
| -------------- | ---------------- | -------------- | ------------ | ------------ | ----------- | ----------- |
|                | Alain Chrétien*  | UMP            | 2 831        | 35,33        | 4 093       | 49,99       |
|                | Martine Silvain  | PS             | 1 855        | 23,15        | 4 094       | 50,01       |
|                | Pierre Lortet    | DVD            | 1 062        | 13,25        |             |             |
|                | Jacques Bard     | FN             | 1 050        | 13,10        |             |             |
|                | Frédéric Bernabe | PCF            | 554          | 6,91         |             |             |
|                | Didier Chatelain | Verts          | 490          | 6,11         |             |             |
|                | Yannick Chantrel | EXG            | 172          | 2,15         |             |             |
|                |                  |                |              |              |             |             |
| Inscrits       | Inscrits         | Inscrits       | 12 733       | 100,00       | 12 645      | 100,00      |
| Abstention     | Abstention       | Abstention     | 4 338        | 34,07        | 3 881       | 30,69       |
| Votants        | Votants          | Votants        | 8 395        | 65,93        | 8 764       | 69,31       |
| Blancs et nuls | Blancs et nuls   | Blancs et nuls | 381          | 4,54         | 577         | 6,58        |
| Exprimés       | Exprimés         | Exprimés       | 8 014        | 95,46        | 8 187       | 93,42       |

*sortant